# Zeppelin LZ 38
Zeppelin LZ 38 byla vzducholoď třídy Zeppelin P německé císařské armády. Šlo o první vzdušné plavidlo, které kdy bombardovalo Londýn.

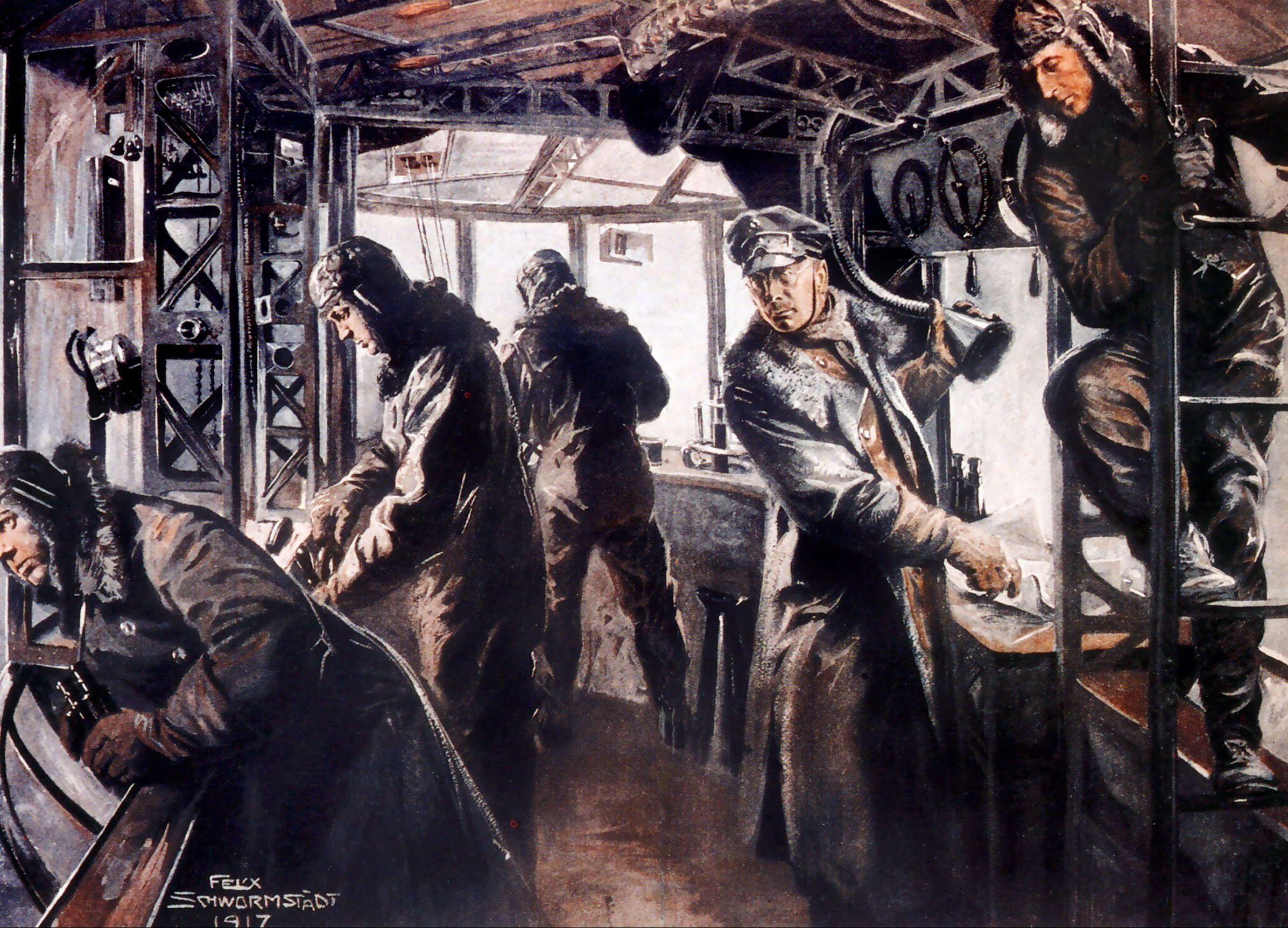
Obrázek řídicí místnosti LZ 38 od Felixe Schwormstädta

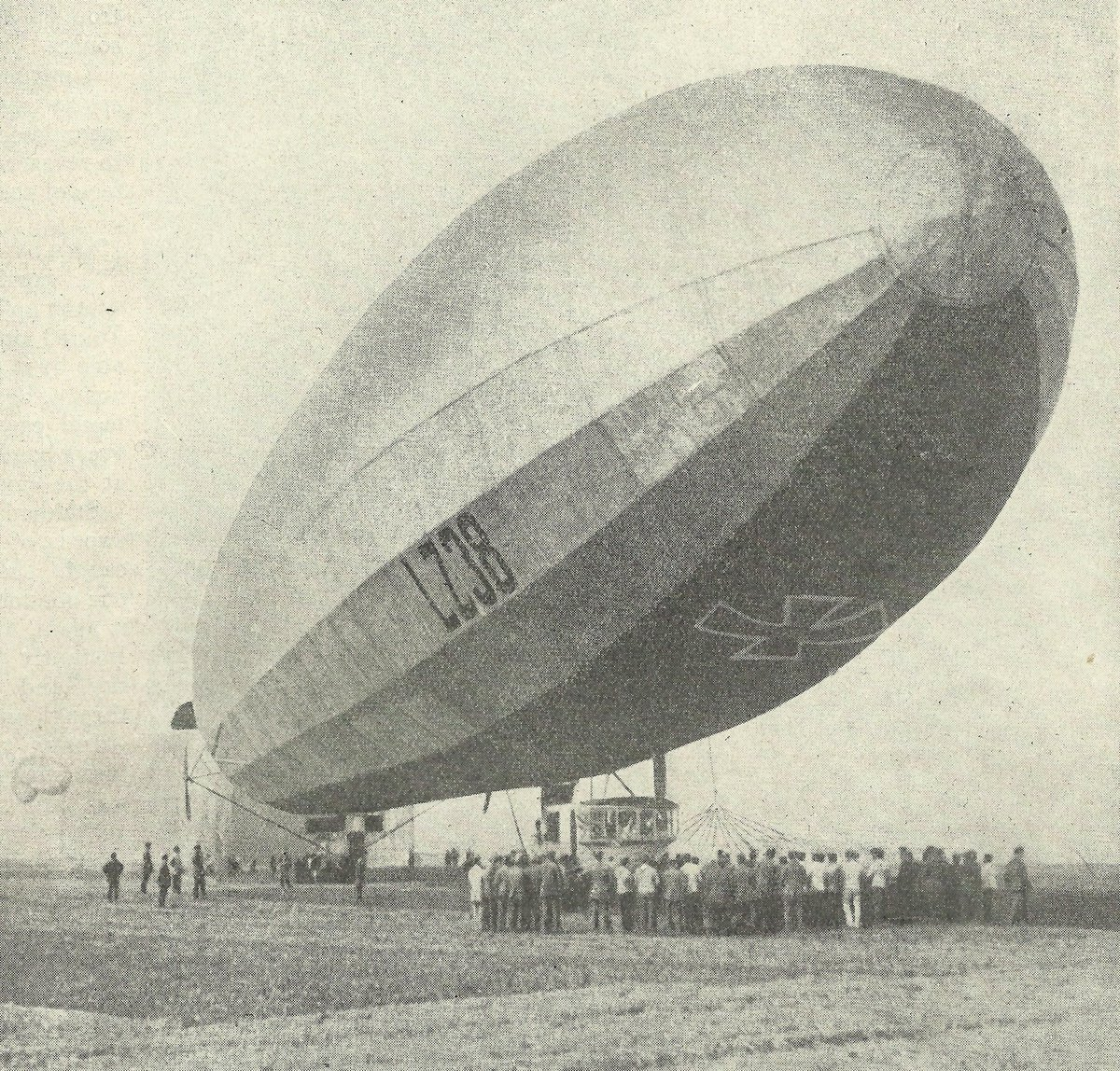
Zeppelin LZ 38

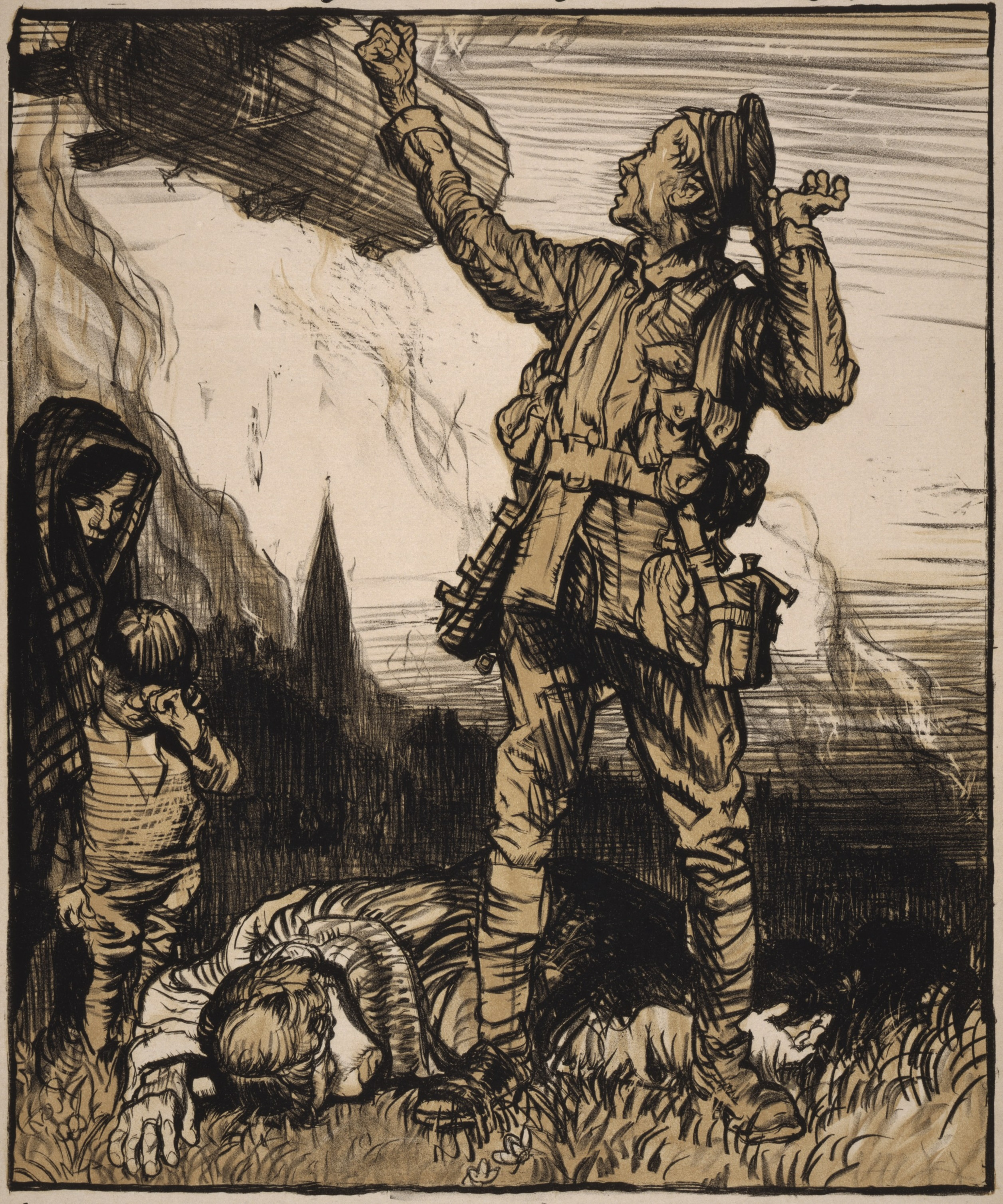
Nálet zepelínů vyvolal v Londýně velké pobouření a touhu po pomstě, jak znázornil Frank Brangwyn pro deník Daily Chronicle.

## Konstrukce
Celková délka vzducholodi byla 163,5 m a průměr 18,7 m. Její duralová kostra byla potažena bavlněným materiálem. Uvnitř se nacházelo 15 vodíkem plněných komor o celkovém objemu 31 900 m3. Pohon vzducholodi zajišťovaly čtyři motory Maybach C-X, každý o výkonu 210 hp. Plavidlo pojalo až 18 členů osádky.

## Nálet na Londýn
LZ 38 se 31. května 1915 stala první vzducholodí, která kdy bombardovala Londýn. Shodila 1 400 kg bomb na východní předměstí Londýna, což mělo za následek smrt 7 lidí a 35 obyvatel bylo raněno. První bomba (zápalná) byla svržena na 16 Alkham Road. Při svém letu směrem na jih shodila LZ 38 dalších osm bomb. Devátá puma dopadla na 33 Cowper Road, kde zapálila dům a zabila tříletou Elsie Leggatt a její jedenáctiletou sestru Elizabeth May. Další bomba zasáhla 187 Balls Pond Road a následný požár způsobil smrt manželům Henrymu a Caroline Goodovým. Po bombardování Christian Street pak zemřel osmiletý Samuel Reuben a šestnáctiletá Leah Lehrman. Sedmou a poslední obětí byla Eleanor Willis (67), která dva dny po náletu zemřela na následky šoku. Celkem Zeppelin LZ 38 shodil na Londýn 91 zápalných bomb, 28 tříštivých bomb a 2 granáty.

## Zničení
Vzducholoď LZ 38 působila v německé armádě do 7. června 1915, kdy byla zničena při náletu Royal Naval Air Service na letiště v Evere poblíž Bruselu.

## Technické parametry
- Objem: 31 900 m3
- Hmotnost bez nákladu: 20 800 kg
- Nosnost: 6 500 kg
- Délka: 163,5 m
- Průměr: 18,7 m
- Motory: Maybach 4 × 210 hp
- Maximální rychlost: 93 km/h
- Dostup: 2 800 m
- Dolet: 4 300 km
- Osádka: 18 osob